# Copa Master de Supercopa
Copa Master de Supercopa – piłkarskie rozgrywki klubowe w Ameryce Południowej, rozegrane dwukrotnie - w latach 1992 i 1994 - pomiędzy dotychczasowymi triumfatorami Supercopa Sudamericana.

## Zdobywcy Copa Master de Supercopa
- 1992 - Boca Juniors
- 1994 - Cruzeiro EC